# Festefjell
Das Festefjell (norwegisch für Festungsberg) ist ein 2508 m hoher Berg im ostantarktischen Königin-Maud-Land. Im Gebirge Sør Rondane ragt er an der Südseite des Winsnesfjellet auf.
Wissenschaftler des Norwegischen Polarinstituts benannten ihn 1973.